# San Basile
San Basile (auf Arbëresh Shën Vasili) ist eine italienische Gemeinde mit 916 Einwohnern (Stand 31. Dezember 2023) in der Provinz Cosenza in Kalabrien. 
Das Gebiet der Gemeinde liegt auf einer Höhe von 540 m über dem Meeresspiegel und umfasst eine Fläche von 52 km². San Basile liegt etwa 73 km nördlich von Cosenza. Die Nachbargemeinden sind Castrovillari, Morano Calabro und Saracena.

## Geschichte
San Basile wurde zwischen 1475 und 1480 von albanischen Flüchtlingen (Arbëresh) gegründet.

## Sehenswürdigkeiten
- Chiesa di San Giovanni Battista